# Gear Acquisition Syndrome

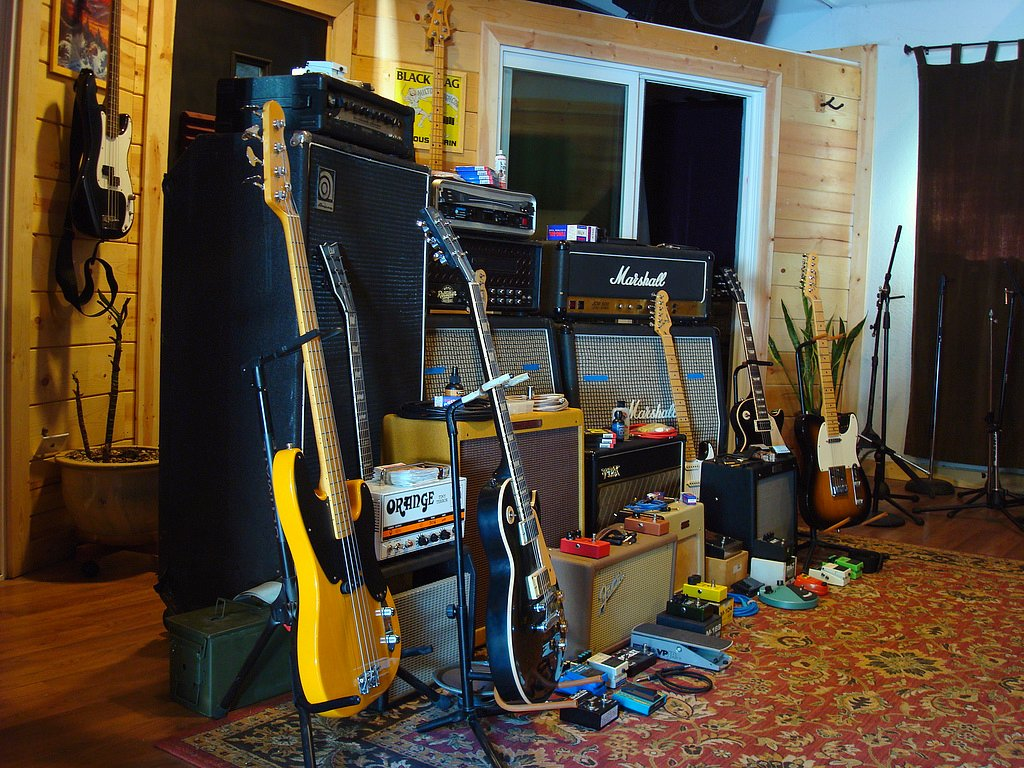
Sammlung von Gitarren, Verstärkern und Effektgeräten

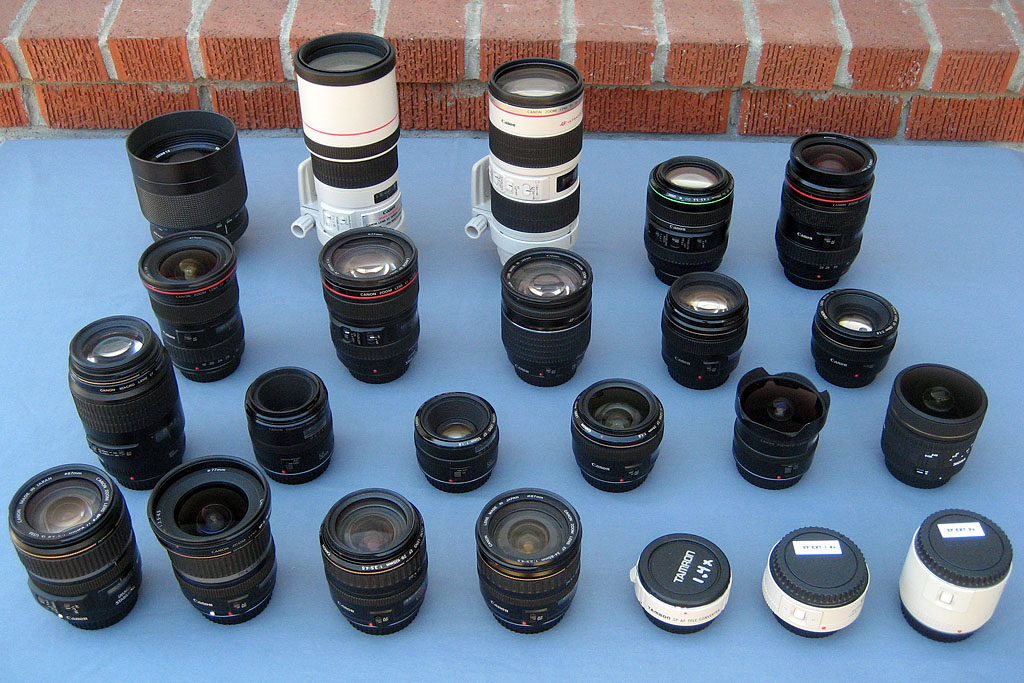
Sammlung von Kameraobjektiven

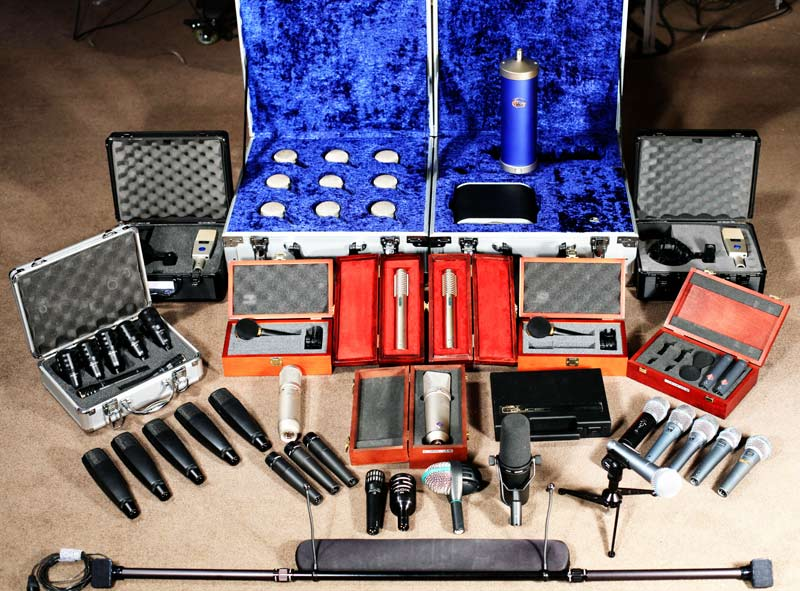
Sammlung von Mikrofonen

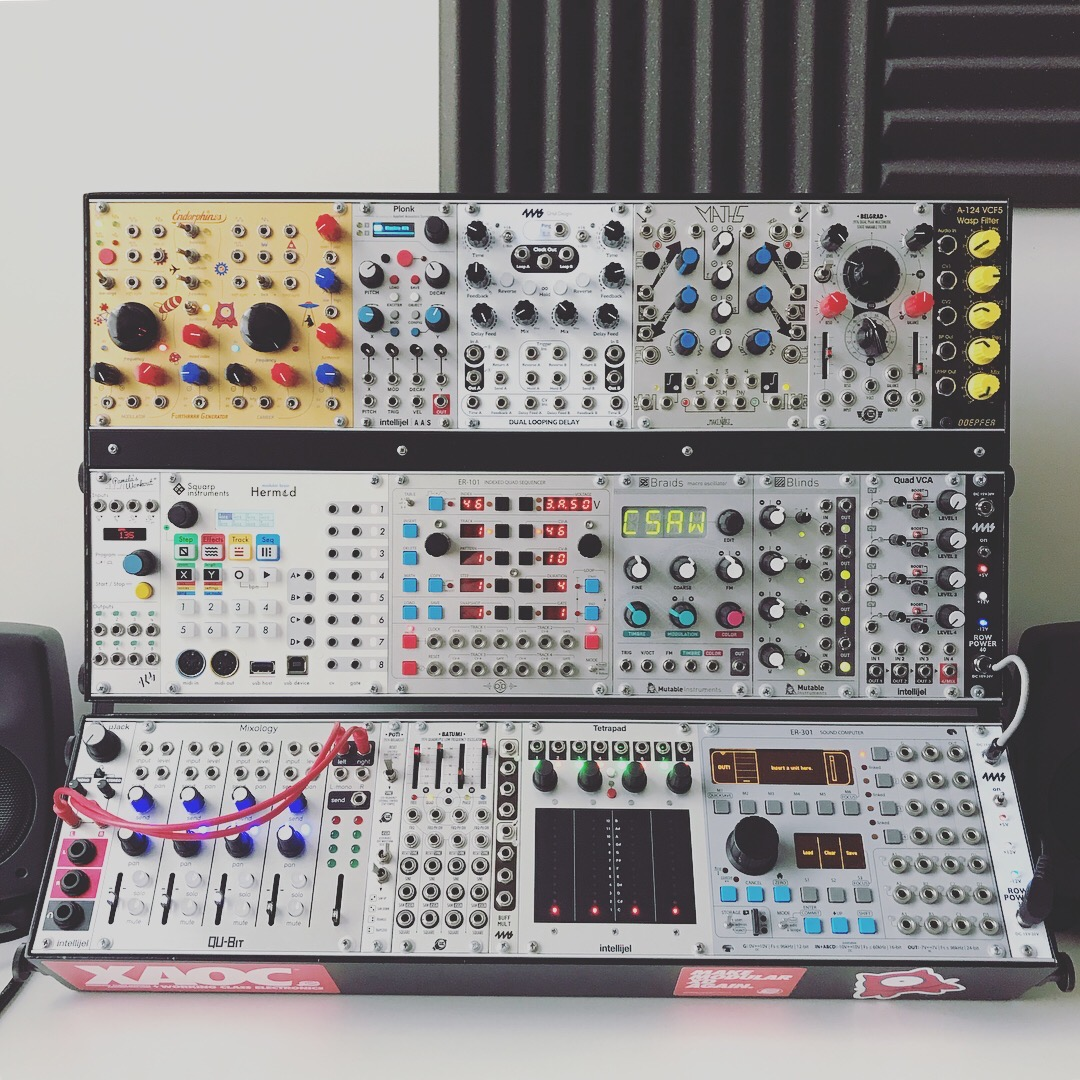
Synthesizer-Module

Als Gear Acquisition Syndrome (Apronym: G.A.S.; „Geräte-Anschaffungs-Syndrom“, gesprochen wie englisch ,gas‘/,Gas‘, ,Blähungen‘) wird seit 1994 insbesondere in Internetforen und in der Fachpresse für Kreativberufe – zumeist scherzhaft – das Kaufen, Sammeln oder Horten von Musikinstrumenten und Equipment aus den Bereichen Musikproduktion, Audiotechnik und Fotografie bezeichnet. Es wird unter anderem selbstironisch verwendet, um den Kauf von Geräten zu kommentieren, für die kein unmittelbarer Bedarf besteht. Ein ähnliches Phänomen, das den übermäßigen Erwerb von Upgrades meint, ist die sogenannte Upgraditis (in Anspielung auf das Suffix -itis für eine entzündliche Krankheit).

## Geschichte des Apronyms
Der Begriff geht auf eine satirische Kolumne des Steely-Dan-Mitbegründers Walter Becker im amerikanischen Magazin Guitar Player 1994 zurück. Unter der Überschrift The Dreaded G.A.S. („Das gefürchtete G.A.S.“) nannte er das Kaufen von Gitarren „Guitar Acquisition Syndrome“ und das Modifizieren als „Guitar Modification Syndrome“. Becker beschrieb zunächst das Wohnzimmer eines befreundeten Session-Gitarristen aus Los Angeles und formulierte dann eine scherzhafte Diagnose:
“The gent in question is a devoted husband and a doting father, but right now there is no family in the family room; there’s no room for the family in the family room. All horizontal surfaces are covered by guitars – acoustics, electrics, lap steels, old ones, new ones, weird little ukulelelike things with no proper names […] It’s called G.A.S. – Guitar Acquisition Syndrome. You undoubtedly know someone who has it. Reading this rag, you probably have it yourself. Or will have it someday soon or would like to have it. You may think it’s cool. But it’s not cool. Not anymore. How many Strats do you need to be happy? How many Strat copies, each extensively modified to be able to produce the variations in tone that once would have required maybe four different guitars? How many knobs and switches does that Strat need?” 
Das Apronym G.A.S. spielt auf die umgangssprachliche Formulierung für ,Blähungen haben‘ (,to have gas‘) an. Becker schrieb, es gehe beim „Gitarren-Anschaffungs-Syndrom“ nicht um das Spielen, sondern lediglich um den konsumistischen Erwerb von Instrumenten. Er deutete an, dass das von Werbeanzeigen finanzierte Musiker-Magazin, in dem der Artikel gedruckt ist, von diesem Syndrom abhängig sei.
Der Begriff wurde bald in Newsgroups und Diskussionsforen rezipiert und die Abkürzung von „guitar“ auf „gear“ („Ausrüstung“) ausgeweitet. Das Wort wird von Benutzern akustischer und elektrischer Musikinstrumente sowie von Analogsynthesizer-Modulen und Kameras verwendet.

## Forschung zum Phänomen
G.A.S. ist als Phänomen des Netzjargons bzw. als Pseudosyndrom nicht mit der psychischen Störung des Kaufzwangs zu verwechseln. Es wurde vereinzelt von Studien aus den Bereichen Musikwissenschaft, Musiksoziologie und Sound Studies untersucht. Eine Studie aus dem Jahr 2017 wertete 418 Fragebögen von E-Gitarristen (davon 97 % männlich) aus. Sie vermutete als Motiv für G.A.S. vor allem, dass Musiker sich durch den Kauf von zahlreichen Instrumenten, Verstärkern und Effektgeräten eine Erweiterung ihrer stilistischen Vielfalt versprächen. Im Bereich analoger und modularer Synthesizer vermutet eine Studie die Vielfalt der angebotenen Interfaces bzw. Bedienschnittstellen als Grund für die Anschaffung immer neuer Apparate und Erweiterungen. Da beim Gebrauch weniger das klangliche Ergebnis als vielmehr das Spiel und das Experiment im Vordergrund stünden, böten die verschiedenen Interfaces besondere Facetten wie Unvorhersehbarkeit, verschiedene Grade der Kontrolle und taktilen Qualität und Modi.
Das 2002 gegründete englischsprachige Audio- und Studiotechnik-Forum „Gearslutz“ („Geräteschlampen“, 2021 umbenannt in „Gearspace“) veröffentlichte 2012 eine Studie über Medien und Onlineforen für Musikproduktion und schrieb, es gebe „gear porn“, quasi-pornografischen Umgang mit Bildern von Equipment im Internet. Im Forum fanden sich beliebte Threads mit dem Titeln „Gear porn thread – pics of your slutty setups“ und „A little x rated audio porn“. Die Studie erklärt das Phänomen unter anderem mit Karl Marx’ Begriff des Warenfetisch. Auch eine Dissertation über hegemoniale Männlichkeit in der Audiotechnologie-Prosumer-Community aus dem Jahr 2015 verwendet Marx’ Konzept in Bezug auf den „gear fetish“ („Geräte-Fetisch“), der sich im Begriff G.A.S. äußere.
Das 2021 von den Musikwissenschaftlern Jan-Peter Herbst und Jonas Menze veröffentlichte Buch Gear Acquisition Syndrome: Consumption of Instruments and Technology in Popular Music argumentiert, dass es sich um ein Phänomen handelt, das sich nicht im Kauf nicht notwendiger Apparate erschöpfe. Es stehe als Sammelbegriff für ein Spektrum musikspezifischer Aneignung von Konsumgütern, die identitäts- und gemeinschaftsstiftend wirke und mit musikalisch-ästhetischer Praxis, dem Erlernen eines Instrumentes und dem kreativen Ausdruck der jeweiligen Genres verbunden sei. Die Autoren werteten 668 Fragebögen zu Motivation, Verbreitung, Instrumentengruppen und sozio-demographischer Verortung der Nutzerinnen und Nutzer aus. Zu den wichtigsten Motiven zählen laut der Studie das Erforschen neuer Klänge, Ausdruck, Nostalgie und das Experimentieren. Als weniger wichtig erwies sich die Rolle von prominenten Vorbildern. Sammeln erwies sich nicht als Hauptmotivation. Obwohl bei wenigen Befragten das Ansammeln neuer Geräte schwerer wog, nutzen alle das Equipment auch im Spiel. Zudem bestätigte die Studie das Bild eines männlich dominierten G.A.S-Diskurses.